# 沼潭街道
沼潭街道，是中华人民共和国内蒙古自治区包头市昆都仑区下辖的一个乡镇级行政单位。

## 行政区划
沼潭街道下辖以下地区：
阿尔丁九号街坊一零五社区、二零八社区、阿尔丁十号街坊第一社区、阿尔丁十号街坊第二社区、阿尔丁十一号街坊社区、林南小区第一社区、林南小区第二社区、包头火车站社区、阿尔丁十二号街坊社区、阿巴社区和松石名第社区。

## 交通
- 京包铁路、集包铁路、包兰铁路、包西铁路、包神铁路：包头站